# Bednja (rzeka)
Bednja – rzeka w północnej Chorwacji, stanowiąca prawobrzeżny dopływ Drawy. Jej długość wynosi 107,4 km.
Początek bierze w niewielkim jeziorze Trakošćan koło miejscowości o tej samej nazwie, w historycznym regionie Hrvatsko zagorje. Płynie generalnie w kierunku wschodnim, m. in. przez miasta Lepoglava, Varaždinske Toplice i Ludbreg. Bieg bardzo kręty, lokalnie silnie mendrujący. Uchodzi do Drawy w rejonie wsi Mali Bukovec, na terenie Parku Regionalnego Mura-Drawa.
W rzece występują następujące gatunki ryb: sum pospolity, karp, leszcz, szczupak pospolity, okoń pospolity, kleń i brzana pospolita. W latach 60. XX wieku jej bieg został częściowo uregulowany.